# Liste der Inseln von Mauritius
Die Liste der Inseln von Mauritius führt alle neben der namensgebenden Hauptinsel zum Staat Mauritius gehörigen Inseln und Inselgruppen auf. Nur die Insel Rodrigues hat dabei eine Fläche, die über wenige Quadratkilometer hinausgeht.
Inseln:
- Île aux Aigrettes
- Île Albatross
- Île D’Ambre
- Barkley Island
- Île aux Bénitiers
- Pointe Bernache
- Île Bobby
- Îlot Brocus
- Île Catherine
- Cat Island
- Île aux Cerfs
- Île aux Chats
- Île aux Cocos
- Île Crabe
- Destinée
- Île Diamant
- Diego Garcia
- Île de L’Est
- Flat Island
- Île aux Fouquets
- Île Fournaise
- Îlot Fourneau
- Île aux Fous
- Frégate
- Îlot Gabriel
- Île Gombrani
- Grand Port Islets
- Gunner’s Coin
- Hermitage Island
- Île aux Lubines
- Mauritius
- Mouchoir Rouge
- Îlot du Mort
- Île de la Passe
- Reservoir Islets
- Île Roches
- Rodrigues
- Round Island
- Île aux Sables
- Île Sancho
- Île aux Serpents
- Îlot Seychelles
- Le Souffleur
- Île aux Tonneliers
- Île Vacoas

Inselgruppen:
- Agalega-Inseln
- Cargados-Carajos-Inseln
- Chagos-Archipel

Von Mauritius beansprucht:
- Tromelin